# Isabel Soria de Irisarri
Isabel Soria de Irisarri (Zaragoza, 31 de mayo de 1974) es una historiadora del arte, directora, realizadora, escritora, guionista y técnico cultural española. Ha compaginado su tarea como historiadora del arte con la de la producción audiovisual.

## Trayectoria
Estudió Historia del Arte en la Universidad de Zaragoza y está doctorada en Comunicación Audiovisual y Técnicas Artísticas y Museográficas en la Universidad Pompeu Fabra de Barcelona.
Documentalista, guionista y escritora, ha dirigido cortometrajes, documentales, así como multitud de audiovisuales culturales para exposiciones e instituciones públicas y privadas.

## Filmografía
Como directora:
- Mortal Derbi (Cortometraje) (2023)
- El Vidal Mayor, la joya de la identidad aragonesa: documental dirigido por Isabel Soria: presentación / [presenta Ana Santos Aramburo, directora de la Biblioteca Nacional de España ; intervienen, José Ignacio López Susín, director general de Política Lingüística del Gobierno de Aragón ; Javier Hernández, lugarteniente de El Justicia de Aragón ; e Isabel Soria, directora del documental]. Madrid: Biblioteca Nacional de España, 2023. Film.
- Los cielos españoles (2022)
- Los muros vacíos (2022)
- La chica de la orquesta (2019)
- La orquesta de las mariposas (Cortometraje) (2010)
- Ebro, vuelo de 1928 (2008)
- Emisiones//Sergio Abraín, Galería Patagolla y Galería Caligrama (2008)
- La isla de Lastanosa (2007)
- Daroca, puerta férrea de Aragón (2007)
- ¡Olé! (sobre la figura de Manolete) (2007)
- Sueño / dirección y guion, Isabel Soria ; producción, Quique Artiach, Isabel Soria. Zaragoza: s.n.], 2001. Film.
- La idea / guion y dirección, Isabel Soria ; director de fotografía, Arturo Briones Carcare ; música original, Hugo Romero. Zaragoza: s.n.], 2000. Film.

Como guionista:
- Al norte de la Valdonsella (2012)
- Ondas (Cortometraje) (2009)
- La isla de Lastanosa (Cortometraje) (2007)
- Santiago Ramón y Cajal : los caminos de la ciencia / guion y realización, Isabel Soria ; producción, Victoria Calavia ; dirección de fotografía, J.M. Fandos ; banda sonora, Gonzalo Alonso. Zaragoza: Departamento de Cultura y Turismo, Gobierno de Aragón, 2002. Film.

## Publicaciones
Monografías
- Moscogonía de las estrellas (2011)
- Moscogonia dels estels (2011)
- La familia de papel (2019)
- Manazas (2010)
- La ciudad de Mau la calle indiscreta (2009)

Artículos
- Soria de Irisarri, I. (1997). La mujer en la época de Goya. Boletín Del Museo E Instituto Camón Aznar, (67), 123–142.
- Soria de Irisarri, I. (1999). Mujeres para la Historia del Arte. Sofonisba Anguissola. Meridiana, (14), 30–32.
- Soria de Irisarri, I. (2001). La imagen de Aragón en el NO-DO. Trébede: Mensual Aragonés De Análisis, Opinión Y Cultura, (58), 50–54.

## Premios y nominaciones
- La orquesta de las mariposas (2010)
  - Oso de bronce en el Festival of Nations (Austria)
  - Mención especial del Jurado en el Festival of Local Televisions (Eslovaquia)
  - The Indie Gathering (USA)
  - Premio  a mejor Fotografía en el Videofestival City of Imperia (Italia).
- Mención al mejor guion aragonés (2000)